# 서울오류초등학교
오류초등학교(梧柳初等學校)는 대한민국 서울특별시 구로구 오류1동에 위치한 공립 초등학교이다.

## 학교 연혁
- 1930년 12월 10일: 오류강습회 개강
- 1941년 3월 31일: 사립 오류학교 인가
- 1943년 5월 23일: 오류 공립국민학교로 인가와 동시에 개교
- 1996년 3월 1일: 서울오류초등학교로 교명 개칭
- 2014년 2월 14일: 71회 졸업식
- 2023년 5월 23일: 개교 80주년

## 참고 자료
- 서울오류초등학교 - 한국교육학술정보원 학교알리미